# 晋元纪念碑
晋元纪念碑，公布于1998年。这座纪念碑位于中国广东省梅州市蕉岭县西部，建于1994年。为蕉岭县的一个县级文物保护单位，类型为近现代重要史迹及代表性建筑。